# André Geerts
Pour les articles homonymes, voir Geerts.
André Geerts, né le 18 décembre 1955 à Uccle (province de Brabant, actuellement région de Bruxelles-Capitale) et mort le 27 juillet 2010, est un auteur de bande dessinée belge.

## Biographie
André Geerts naît le 18 décembre 1955 à Uccle, une commune bruxelloise,. Il dessine déjà à 11 ans de petites histoires d’enfants inspirés par Boule et Bill ainsi que par Denis la Malice,. Tout gosse, il est obsédé par le rangement. Il aime lire Le Petit Nicolas de René Goscinny et Petit Noël de Franquin. Il perd son papa lorsqu'il est encore jeune. André Geerts fait un bref passage au Collège Saint-Pierre à Uccle, ce dernier servira de modèle bien des années plus tard à celui représenté dans Jojo au Pensionnat. Par après, il suit les cours de l'Institut Saint-Luc à Bruxelles. Il y rencontre Bernard Hislaire qui le présente à Jean-Marie Brouyère, scénariste montant » chez Dupuis. En 1974, il publie sa première planche dans le Le Soir-Jeunesse. Au milieu des années 1970, il participe aux côtés de Bosse, Christian Darasse, Watch et Hislaire, au fanzine Zazou. Il publie trois gags dans l'éphémère magazine Aïe !.
Dans l'hebdomadaire Spirou, il réalise dès 1976 au côté de Jean-Marie Brouyère La Petite Chronique vénusienne. Il œuvre également comme illustrateur dans Bonnes Soirées, Tremplin et au magazine Schtroumpf !. Il remporte le prix Saint-Michel du dessin humoristique en 1980. Il dessinera toujours pour Spirou des dessins humoristiques et des histoires complètes avant de créer en 1983 la série Jojo (toujours pour l'hebdomadaire Spirou). En 1988, pour Pif, il illustre Jonathan la chanson de Renaud. Il crée également Jabert contre l'adversité (sur un scénario de Pierre Le Gall) en 1990 et Mademoiselle Louise en 1993 sur un scénario de Sergio Salma, ce qui lui permet de se ressourcer et de sortir de son propre univers.
Passionné de tennis, André Geerts en joue régulièrement, il aime à se déplacer sur sa grosse moto et refuse à rouler en voiture. Son léger strabisme lui donne un regard un peu flou. Fidèle en amitié, il apprécie le vin. Il meurt, le 27 juillet 2010, victime d'un cancer après avoir lutté longuement contre la maladie,. Il laisse un album de la série Jojo en cours de finition et ce sont Alain Mauricet et Renaud Collin qui dessinent les planches restantes.
Geerts rend hommage à Will dans L'Arbre des deux printemps (2000) et à François Walthéry à plusieurs reprises Natacha - Spécial 20e anniversaire - Nostalgia (1990) et Natacheries (2007).

## Œuvres publiées
- Gens de la lune[17], Crocodile Édition, Bruxelles, 1981
Scénario et dessin : André Geerts - Couleurs : noir et blanc,Tirage limité à 500 ex. dont 100 hors commerce, numérotés et signés.
- Monde Cruel, Dupuis :

1. Bonjour, monde cruel ! , coll. « Les étoiles Dupuis », 1985  (ISBN 2-8001-1191-7)  — réédition en 1997  (ISBN 2-8001-2479-2).

- 2. Bonsoir[18] !, Dupuis, coll. « Humour libre », Marcinelle, 8 octobre 1997
Scénario, dessin et couleurs : André Geerts -  (ISBN 2-8001-2480-6)

- Jojo :
- 1. Le Temps des copains[19], Dupuis, Marcinelle, novembre 1987
Scénario et dessin : André Geerts - Couleurs : quadrichromie -  (ISBN 2-8001-1555-6)
- 2. La Fugue de Jojo, Dupuis, Marcinelle, juin 1989
Scénario et dessin : André Geerts - Couleurs : quadrichromie -  (ISBN 2-8001-1662-5)
- 3. On opère Gros-Louis[20], Dupuis, Marcinelle, mai 1990
Scénario et dessin : André Geerts - Couleurs : quadrichromie -  (ISBN 2-8001-1738-9)
- 4. Le Mystère Violaine, Dupuis, Marcinelle, octobre 1991
Scénario et dessin : André Geerts - Couleurs : quadrichromie -  (ISBN 2-8001-1864-4)
- 5. Un été du tonnerre, Dupuis, Marcinelle, septembre 1992
Scénario et dessin : André Geerts - Couleurs : quadrichromie -  (ISBN 2-8001-1943-8)
- 6. Le Serment d'amitié, Dupuis, Marcinelle, octobre 1994
Scénario et dessin : André Geerts - Couleurs : quadrichromie -  (ISBN 2-8001-2057-6),Pages 11 et 12 dessinées par Al Séverin.
- 7. Mamy se défend[21], Dupuis, Marcinelle, novembre 1995
Scénario et dessin : André Geerts - Couleurs : quadrichromie -  (ISBN 2-8001-2206-4)
- 8. Monsieur je-sais-tout, Dupuis, Marcinelle, avril 1998
Scénario et dessin : André Geerts - Couleurs : Francesca -  (ISBN 2-8001-2334-6)
- 9. Le Retour de papa[22], Dupuis, Marcinelle, octobre 1999
Scénario et dessin : André Geerts - Couleurs : Francesca -  (ISBN 2-8001-2781-3)
- 10. La Chance de Sébastien[23], Dupuis, Marcinelle, novembre 2000
Scénario et dessin : André Geerts - Couleurs : Francesca -  (ISBN 2-8001-3046-6)
- 11. Les Choix de Charlotte[24], Dupuis, Marcinelle, décembre 2001
Scénario et dessin : André Geerts - Couleurs : Francesca -  (ISBN 2-8001-3240-X)
- 12. Jojo au pensionnat[25], Dupuis, Marcinelle, novembre 2002
Scénario et dessin : André Geerts - Couleurs : Francesca -  (ISBN 2-8001-3270-1)
- 13. Une pagaille de Dieu le Père, Dupuis, Marcinelle, novembre 2003
Scénario : André Geerts, Jean-Louis Janssens - Dessin : André Geerts - Couleurs : Francesca -  (ISBN 2-8001-3436-4)
- 14. La Ballade des quatre saisons[26], Dupuis, Marcinelle, août 2004
Scénario et dessin : André Geerts - Couleurs : Francesca -  (ISBN 2-8001-3518-2) — accompagné d'un calendrier scolaire.
- 15. Une fiancée pour papa[27],[4], Dupuis, Marcinelle, septembre 2005
Scénario : Sergio Salma, André Geerts - Dessin : André Geerts - Couleurs : Francesca -  (ISBN 2-8001-3700-2)
- 16. Jojo vétérinaire[28], Dupuis, Marcinelle, octobre 2006
Scénario et dessin : André Geerts - Couleurs : Francesca -  (ISBN 2-8001-3803-3),Prix des lecteurs jeunesse 2007 au festival de Vaison-la-Romaine[7].
- 17. Confisqué[29] !, Dupuis, Marcinelle, 2 avril 2008
Scénario et dessin : André Geerts - Couleurs : Francesca -  (ISBN 978-2-8001-3947-0)
- 18. Mamy Blues[30],[31], Dupuis, Marcinelle, 1 octobre 2010
Scénario : Sergio Salma - Dessin : André Geerts - Couleurs : Renaud Collin -  (ISBN 978-2-8001-4678-2)

- Intégrale Jojo, Dupuis, coll. « Patrimoine »  :

1. 1983-1991[32], 5 mai2017  (ISBN 978-2-8001-6092-4).
2. 1991-1998[33],[34], 4 mai 2018  (ISBN 979-10-34730-14-8).
3. 1999-2003[35],[36], août 2019  (ISBN 979-10-34734-59-7).
4. 2003-2010[37], 2 octobre 2020  (ISBN 979-10-34747-83-2).

- Jabert contre l'adversité (dessinateur et coloriste) avec Pierre Le Gall (scénariste), Delcourt, 1990[38].
- Mademoiselle Louise :

1. Mademoiselle Louise[39], Casterman, 1993,Réédition Dupuis sous le titre Un papa cadeau, 2007.
2. Cher Petit Trésor[40], Casterman, 1997. Réédition Dupuis, 2007.
3. Une gamine en or, Dupuis, coll. « Punaise », 2007.

- 4. Cash-cache, Dupuis, coll. « Punaise », Marcinelle, 3 juin 2009
Scénario : Sergio Salma - Dessin : André Geerts - Couleurs : Benoît Bekaert -  (ISBN 978-2-8001-4347-7)

- Le Commissaire Martin : Le Sourire du commissaire, Point Image, coll. « Monde cruel », 1995.

### Artbooks
- Bruxelles - 20 ans / 20 auteurs[53], Pierre Dejemeppe, Bruxelles, septembre 1999
Scénario : Thierry Bellefroid - Dessin : collectif - Couleurs : quadrichromieÉdité à l'occasion des 20 ans de la Région Bruxelles-Capitale avec François Avril, Philippe Berthet, Émile Bravo, Renaud Collin, Nicolas de Crécy, Johan De Moor, André Geerts, Dominique Goblet, Sacha Goerg, Jean-Claude Götting, André Juillard, Régis Lejonc, Jacques de Loustal, Cédric Manche, Vincent Mathy, David Merveille, Ever Meulen, François Schuiten, Thierry Van Hasselt et Bernard Hislaire. Format à l'italienne.
- Les Trésors de Jojo[54],[55], Sur la pointe du pinceau, Villers-Saint-Siméon, novembre 2005
Scénario, dessin et couleurs : GeertsTirage limité à 500 exemplaires numérotés et signés. Accompagné d'un ex-libris.

### Para-BD
À l'occasion, André Geerts réalise des calendriers pour la Fédération des Scouts catholiques, des portfolios, ex-libris, marque-pages, cartes ou cartons, plaque émaillée, puzzles, étiquettes de bière ou de vin et commet quelques rares travaux publicitaires. Il réalise également des affiches de festivals de bande dessinée.

### Collections publiques
2 œuvres de cet artiste sont conservées au Centre belge de la bande dessinée et font partie du patrimoine mobilier de la région Bruxelles-Capitale.

## Réception

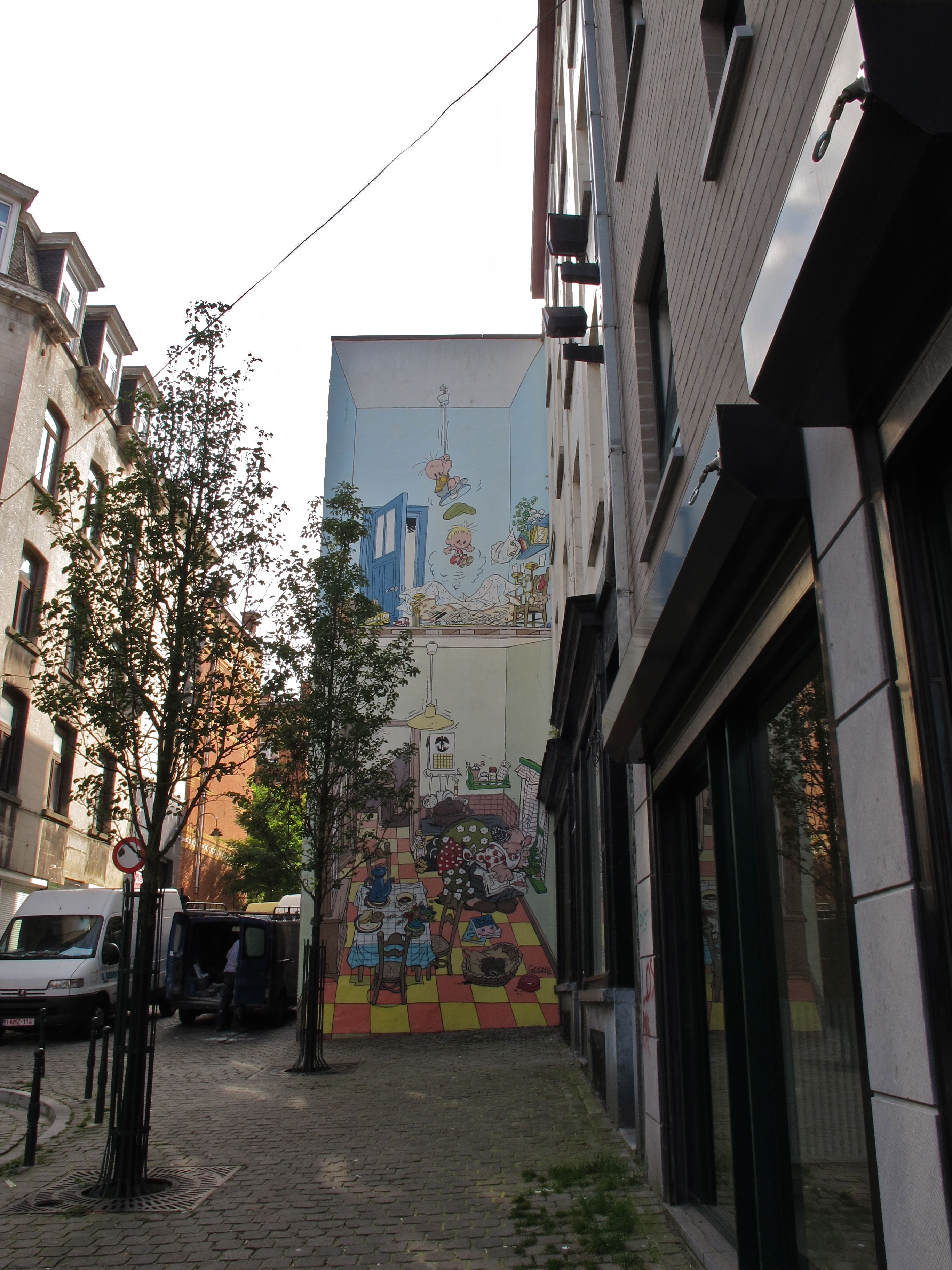
Fresque murale Jojo à Bruxelles

### Prix et distinctions
André Geerts a reçu une vingtaine de prix, dont :
- 1980 :  prix Saint-Michel du meilleur auteur humoristique pour l'ensemble de son œuvre[7] ;
- 1994 :  prix du jury œcuménique de la bande dessinée pour Mademoiselle Louise, t. 1 (avec Sergio Salma)[7] ;
- 1997 :  Grand Prix au festival de Durbuy pour Monde Cruel, t. 1[7] ;
- 1998 :  Crayon d'or de la ville de Bruxelles attribué par la Chambre belge des experts en bande dessinée[7] ;
- 2003 :
  -  Grand prix de la ville de Bruxelles attribué lors du festival de Ganshoren[7] ;
  -  prix Saint-Michel jeunesse pour Jojo, t. 12 : Jojo au pensionnat[7] ;
- 2007 : 
  -  prix Ducobu[59] ayant pour vocation de faire rentrer la bande dessinée dans les écoles, décerné lors de la quinzaine de la BD par la Ville de Bruxelles ;
  -  prix des lecteurs jeunesse au festival de Vaison-la-Romaine pour Jojo, t. 17 : Jojo Vétérinaire[7] ;
- 2010 :  prix de la Grande Ourse lors du Festival d'Andenne pour Mamy Blues à titre posthume[60].

### Hommages
Frédéric Niffle et les auteurs lui rendent hommage dans Spirou no 3778 du 8 septembre 2010.

### Postérité
La fresque murale Jojo qui trône rue un pignon du 41 rue Pieremans dans le quartier des Marolles à Bruxelles est inaugurée en septembre 1996 et couvre une superficie de 56 m2. La réalisation de cette œuvre est due à G. Oreopoulos et D. Vandegeerde d'Art Mural ASBL.
Selon Patrick Gaumer, André Geerts renouvelle la bande dessinée jeunesse au travers d'une grande sensibilité et signe une œuvre pleine de tendresse. 

#### Périodiques
- André Geerts (interviewé par Rodolphe), « André Geerts : j'ai envie d'avoir un papa », La Lettre - L'officiel de la bande dessinée, Dargaud, no 21,‎ janvier - février 1995, p. 14-15
- « Spirou rend hommage à André Geerts », Spirou, Dupuis, no 3778,‎ 8 septembre 2010
- Louis Cance, « Remember Geerts », Hop !, AEMEGBD, no 128,‎ décembre 2010, p. 48 (ISSN 0768-9357)

#### Articles
- François Robert et René Breny, « Jojo égaie un pignon des Marolles », Le Soir,‎ 30 octobre 1996 (lire en ligne , consulté le 21 juin 2022)
- L. B., « Jojo veut percer le mystère Violaine », La Libre Belgique,‎ 20 décembre 2000 (lire en ligne)
- Olivier Van Vaerenbergh, « La Deux De la BD au dessin animé «Jojo», rien que pour les enfants », Le Soir,‎ 21 décembre 2000 (lire en ligne, consulté le 21 juin 2022)
- Daniel Couvreur, « Geerts : « La maman de Jojo est absente » », Le Soir,‎ 30 septembre 2005 (lire en ligne , consulté le 20 juin 2022)
- Laurent Turpin, « L’Envers des planches : André Geerts », BDzoom,‎ 30 novembre 2005 (lire en ligne, consulté le 20 juin 2022)
- André Geerts (Nicolas Anspach), « Jojo est une BD qui parle doucement », ActuaBD,‎ 15 mai 2008 (lire en ligne, consulté le 21 juin 2022)
- « Le petit monde de Jojo est en deuil », BDzoom,‎ 27 juillet 2010 (lire en ligne, consulté le 20 juin 2022)
- Liliane Schraûwen, « Souvenir d'André Geerts », lilianeschrauwen.be,‎ 28 juillet 2010 (lire en ligne, consulté le 20 juin 2022)
- Alain Lorfèvre, « Cases posthumes », La Libre Belgique,‎ 2 novembre 2010 (lire en ligne)
- Henri Filippini, « Mademoiselle Louise, une petite sœur riche pour Jojo », BDzoom,‎ 8 septembre 2021 (lire en ligne, consulté le 20 juin 2022)
- « Expo Jojo en balade à Rouge-Cloître », Rouge-Cloître,‎ 10 septembre 2021 (lire en ligne, consulté le 20 juin 2022).

### Vidéographie
- [vidéo] « André Geerts », sur YouTube